# Издательская марка

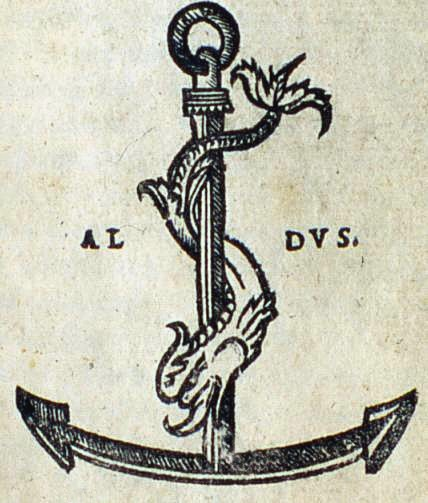
Марка (фирменный знак) издательства Альда Мануция, Венеция, рубеж XV—XVI вв.

Издательская марка — фирменный знак издательства или типографии.

## История
Развитие печатного дела способствовало появлению как типографий, так и издательских марок, которыми они стали обозначать собственную продукцию. Первая издательская марка появилась в Майнцской Псалтири, напечатанной в 1457 году Петером Шеффером и Иоганном Фустом. Одной из наиболее известных старых марок является марка венецианского издателя Альда Мануция с дельфином и якорем, которую он впервые использовал в 1502 году. В основу знака положена пословица Festina lente (с лат. поспешай медленно). Дельфин был символом скорости и ловкости, якорь олицетворял надежность, стабильность. К тому же оба символа печатника отсылали к образу портовой Венеции, столицы Адриатики.

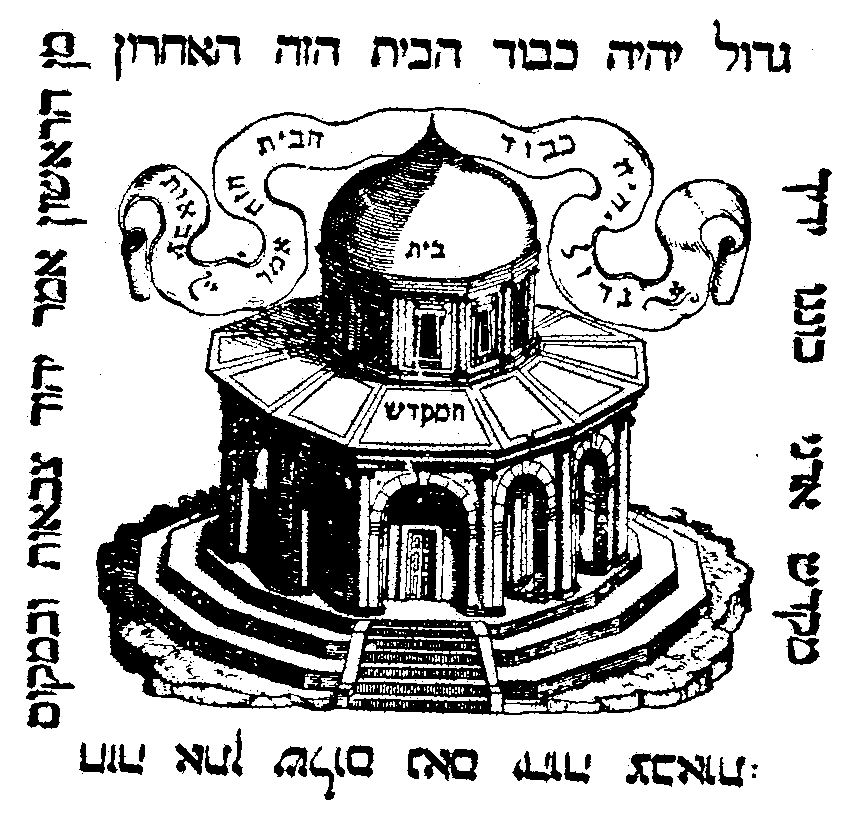
Иерусалимский храм, изображенный в виде Купола Скалы на марке Марко Антонио Джустиниани, Венеция, 1545-52

Книги первоначального этапа печатного дела имели заметную материальную стоимость, поэтому для предотвращения кражи книги прикрепляли к полкам металлическими цепями. Другим средством защиты стал знак владельца — небольшой листок бумаги с отметкой имени и фамилии владельца, его герба, девиза и т. д. Так возник экслибрис. К созданию экслибрисов и торговых марок привлекали лучших художников эпохи. Однако издательства или типографии возникали не каждый год, тогда как потребность в экслибрисах только увеличивалась. Создание издательских марок логично замедлилось, тогда как создание экслибрисов ускорилось. Популярность печатной графики, более доступной всем желающим, чем дорогая живопись, сделало экслибрис любимцем графики и вожделенным предметом для коллекционеров. Лишь ограниченный круг коллекционеров и библиофилов специализировался на истории печатных марок.
В начале XX века к изучению издательских марок приложил усилия А. И. Ларионов. В октябре 1998 библиотека Барселонского университета запустила базу данных издательских марок «Printers' Devices of the Ancient Book Section». Библиотека Флоридского университета предоставляет доступ к оцифрованным маркам. В статье «Printers' Devices as Decorative Elements in Library Architecture» отслеживается история использования издательской марки в свете проявления английского художественного движения «Искусства и ремёсла» в библиотеках, таких как библиотека Чикагского университета (Лукантонио Джунти); библиотека Уайденер Гарвардского университета (Уильям Кэкстон, Фуст и Шёффер, Альд Мануций, Бертольд Рэмболт); библиотека Моррисон-Ривз в Ричмонде, Индиана (Уильям Кэкстон, Альд Мануций, Симон Востр, Христофор Плантен).

## Тематика издательских марок
Издательские марки близки к экслибрису, но имеют и собственную специфику в виду разного назначения. Темы, которые разрабатывали в печатных марках, можно встретить и в экслибрисах — гербы, инициалы, изображение архитектурных сооружений, отдельные скульптуры, давно ставшие символами и аллегориями. Обращение к созданию экслибрисов чрезвычайно широкого круга художников обусловило большую тематическую гамму, чем таковая была в издательской марке. Последняя тяготела к лаконичному знаку и лучшие среди них являются именно знаковые и лаконичные (марки издательств «Пигмалион», «Petropolis», «Academia»), тогда как разнообразие тем и техник исполнения экслибрисов было ограничено лишь границами одаренности автора.

## В Российской империи
Подъём печатного дела в Российской империи пришелся на вторую половину XIX века и был отражением общего подъёма печатного дела в мире, вступившем в капиталистическую формацию. Возникает ряд печатных компаний, которым для солидности были необходимы издательские марки. Капитализм в Российской империи был тесно связан с непреодолимыми последствиями феодализма, поэтому опирался на культурные достижения предыдущих стилей — рококо, классицизма, русского ампира и т. д.
В российские экслибрисы и в печатные, издательские марки перенесли цветы и венцы, лиры, орлов, Аполлона, кентавров, аргонавтов, обобщенные античные фигуры и фигуры женщин-аллегорий, заимствованных из арсенала предыдущих стилей. Было замечено, чем более стабильным и финансово успешным было издательство, тем более сдержанным был его торговый знак. Так, на марке издательства М. О. Вольфа были инициалы, факел и книга, а издательство Смирдина довольствовалось лаконичной маркой с монограммой в двойном круге.
Малые и типографии среднего бизнеса, наоборот, тяготели к пышности, сложным сюжетам, эмблемам в пышных рамках и тому подобному.
Заметно выделялись качеством издательские марки мастеров общества «Мир искусства», где вообще хорошо разбирались в печатной графике и где был собственный культ рисунка. В начале деятельности издательскую марку для общества создал Лев Бакст (1866—1924) с использованием фигуры орла. В письме к Александру Бенуа он в духе пышной риторики так подал программу издательской марки общества:
«Мир искусства» выше всего земного, у звезд, там царит надменно, таинственно и одиноко, как орел на вершине снеговой ...

## Подъём в период 1917—1927 гг
Главные тенденции дальнейшего развития издательских марок по инерции продолжились и в период 1917—1927 гг. Ряд авторов продолжает использовать ту же тематику. Изменения пришли с введением политики НЭПа, когда большевистское правительство ненадолго позволило капиталистические элементы в экономике.
Разрешение на частную инициативу вызвало появление огромного количества издательств и типографий, как в столичных городах, так и в провинциях. Частные издательства учредили различные научные и литературные общества, официальные учреждения большевистской власти, новые типографии основывали ревкомы на местах, учредили национальные издательства в Грузии, на Украине, в Туркестане. На Украине в этот период действовало 57 национальных издательств, в Казани — 17, в Петербурге — 163.
Никто не заботился о подъёме издательских марок или экслибрисов официально, целенаправленно. Этот подъём вызвала раскованная, буржуазная инициатива при жестком контроле большевиков. В стране уже начались репрессии и впоследствии их используют и для издательств, и для художников, и для печатников. Наиболее финансово успешные частные издательства ликвидируют, а типографии переведут под управление большевистской власти (так было с издательством «Academia» и другими).
Новообразованные издательства спешили заявить о себе на рынке. Не все они заказывали издательскую марку. Но были и такие, которые имели несколько издательских марок (издательство «Колос» имело восемь марок работы разных художников). Стилистический хаос, присущий этому периоду, способствовал появлению и использованию как традиционных тем и образов, так и новейших, с революционной жаждой быстрой замены всего старого (старорежимного) на новое и невиданное (Военно-редакционный совет Туркестанского фронта, например, использовал изображение воина в будёновке со звездой). Сергей Чехонин для издательства «Время» использовал аллегорическую фигуру бога времени Хроноса. Умеренно авангардной была издательская марка Петербургской академии художеств (автор Шиллинговский Павел Александрович). Абсолютно авангардной и абстрактной была марка издательства «Круг», которую создал Анненков Юрий Павлович.
Уже на вторую половину 1920-х годов пришлась ликвидация ряда ведомственных и частных издательств и подъёму пришел конец.
Довольно узким был и круг тех историков, которые осознали значимость для истории графики такого явления, как издательская марка. Среди тех, кто изучал эту проблему, был С. П. Фортинский.

## Галерея

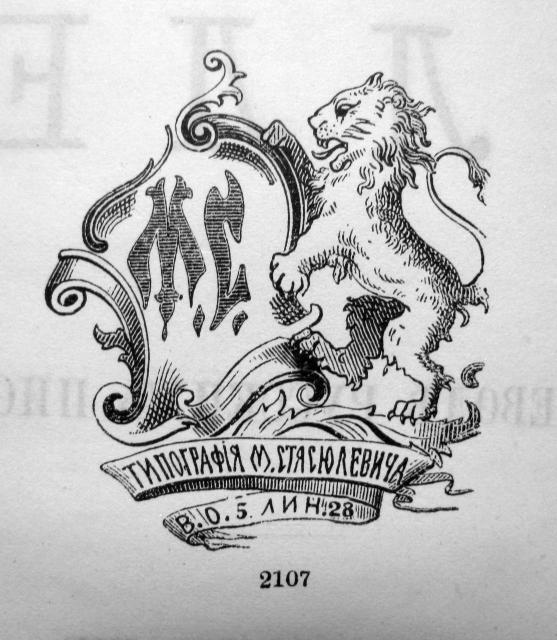
Типография М. Стасюлевича, Санкт-Петербург, 1893 р.